# دراگون‌تریل
دراگون‌تریل (به انگلیسی: Dragontrail) نوعی شیشه از جنس  آلومینو سیلیکات-قلیایی است که توسط شرکت آساهی گلس تولید می‌شود. این شیشه همانند شیشه گوریلا از شرکت کورنینگ، دارای ویژگی‌هایی نظیر ضخامت کم، وزن کم و مقاومت بالا است. ویژگی مواد اولیه این شیشه قدرت بالای آن‌ها است که سبب می‌شود شیشه در عین نازکی شکننده نباشد و در مقابل خراشیدگی مقاوم باشد. این شیشه دارای سختی ویکرز ۵۹۵ تا ۶۷۳ است.
دراگون‌تریل در سال ۲۰۱۱ عرضه‌شد. این شیشه در برخی تلفن‌های همراه نظیر سونی اکس‌پریا زد، گلکسی نکسوس و سونی‌اریکسون ایکسپریا اکتیو استفاده شده‌است.

## همچنین ببینید
- شیشه گوریلا